# Canal de Rahasalmi
Le Canal de Rahasalmi (finnois : Rahasalmen kanava) est un canal sans écluse, situé à Leppävirta en Finlande. 

## Description
Construit en 1969-1972, le canal long de 400 mètres relie le Koirusvesi et le Voipaanselkä.